# Villars (jaskinia)
Jaskinia Villars (fr. Grotte de Villars) – jaskinia położona we francuskim departamencie Dordogne, około 38 kilometrów na północ od Périgueux, w historycznej krainie Périgord. Stanowisko sztuki prehistorycznej. Od 1958 roku posiada status monument historique, w kategorii classé (zabytek o znaczeniu krajowym).
Jaskinię odkryli w 1953 członkowie klubu speleologicznego w Périgueux: B. Pierret, R. de Faccio, P. Vidal, M.-C. Fères i Y. Jézéquel. W 1958 roku odkryto w niej prehistoryczne malowidła naskalne. Badania w jaskini prowadzili Henri Breuil i François Bordes (1958), André Leroi-Gourhan (1959) oraz Brigitte i Gilles Delluc (1970).
Łączna długość składającego się na jaskinię ciągu galerii i korytarzy wynosi 13 kilometrów. Od 1959 roku jaskinia jest otwarta dla zwiedzających, którym ze względu na ochronę prehistorycznych malowideł udostępniono jedynie niewielką jej część. Wnętrze jaskini charakteryzuje się bogatą szatą naciekową. Pochodzące sprzed 17-18 tys. lat paleolityczne malowidła przedstawiają zwierzęta oraz znaki geometryczne. Znajduje się wśród nich wizerunek konia, który z powodu kalcytowych nacieków przybrał niebieski kolor.